# Косвиг (Анхалт)
Косвиг (њем. Coswig) град је у њемачкој савезној држави Саксонија-Анхалт. Једно је од 39 општинских средишта округа Витенберг. Према процјени из 2010. у граду је живјело 12.917 становника. Посједује регионалну шифру (AGS) 15091060.

## Географски и демографски подаци
Косвиг се налази у савезној држави Саксонија-Анхалт у округу Витенберг. Град се налази на надморској висини од 83 метра. Површина општине износи 274,2 km². У самом граду је, према процјени из 2010. године, живјело 12.917 становника. Просјечна густина становништва износи 47 становника/km².